# عالم المعرفة (كتب)

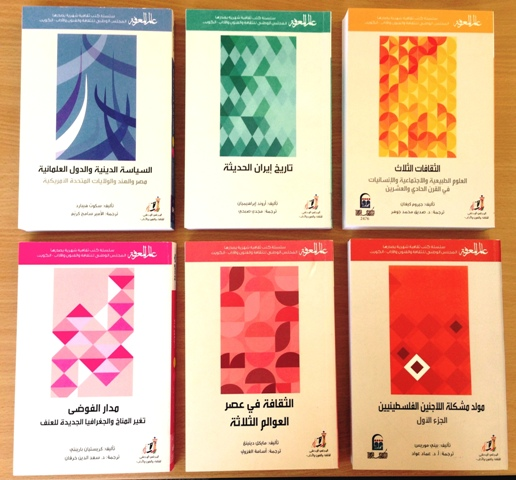
عالم المعرفة

عالم المعرفة سلسلة كتب ثقافية شهرية يصدرها المجلس الوطني للثقافة والفنون والآداب في دولة الكويت. صدر العدد الأول منها في يناير 1978 بإشراف أحمد مشاري العدواني والأستاذ الدكتور فؤاد زكريا. السلسلة موجهة للقارئ العربي غير المتخصص. وهي تجمع ما بين مؤلفات يكتبها متخصصون في شتى الموضوعات، وترجمات مختارات مما صدر في لغات أجنبية. وهذه السلسلة تحظى بإقبال القراء العرب ومحبي الاقتناء.
صدر عن الناشر لعالم المعرفة قرص مدمج جمع الأعداد 267 الأولى من السلسلة في صيغة رقمية (ملفات PDF نصية) انتشر تداولها في مواقع كثيرة على الإنترنت. توقف صدور السلسلة مؤقتا بعد الغزو العراقي للكويت في أغسطس 1990 حيث كان عدد أغسطس هو العدد رقم 152 بعنوان «التلوث مشكلة العصر»، حتى صدر العدد رقم 153 في أكتوبر 1991 بعنوان «الكويت والتنمية الثقافية العربية».

## نوافذ المعرفة
سلسة نوافذ المعرفة هي مشروع ملازم لعالم المعرفة، أطلقه المجلس الوطني للثقافة بعد 35 سنة من إصدار عالم المعرفة. تتمثل هذه السلسلة بكتاب مجاني يصدر مع عدد عالم المعرفة بدءاً من العدد 349 (الثقافة: التفسير الأنثروبولوجي) الصادر في مارس 2008. وكان أول كتاب بعنوان الأدب الكويتي خلال نصف قرن. والهدف من المشروع فتح نافذة يطل منها القارئ العربي على جانب مهم من الإبداع الكويتي خلال النصف الثاني من القرن العشرين. بحيث يكون لوناً مختلفاً في إطار الثقافة العربية الواحدة.

## وصلات خارجية
- صفحة إصدارات المجلس الوطني للثقافة والفنون والآداب